# João Lins Vieira Cansanção de Sinimbu
João Lins Vieira Cansanção de Sinimbu, Visconde de Sinimbu (São Miguel dos Campos, 20 de novembro de 1810 — Rio de Janeiro, 27 de dezembro de 1906), foi um político brasileiro.
Foi presidente das províncias de Alagoas, de 30 de outubro a 3 de novembro de 1838 e de 10 de janeiro a 18 de julho de 1840, Sergipe, de 16 de junho a 1 de julho de 1841, Rio Grande do Sul, de 2 de dezembro de 1852 a 1 de julho de 1855 e Bahia, de 1856 a 1858 - e primeiro-ministro do Brasil (27º Gabinete).

## Biografia
Era filho do capitão de ordenanças Manuel Vieira Dantas e Ana Maria José Lins, nascido no engenho Sinimbu, em São Miguel dos Campos, capitania de Pernambuco (atual estado de Alagoas), era meio irmão de Epaminondas da Rocha Vieira o barão de São Miguel dos Campos e de Manuel Duarte Vieira Ferro o Barão de Jequiá e de Ana Luísa Vieira de Sinimbu, baronesa consorte de Atalaia. Bacharel em direito pela Academia Jurídica de Olinda, seguiu logo para a Europa, a fim de aperfeiçoar seus estudos. Em Paris cursou aulas de Baruel e Orfila, durante um ano estudou medicina legal e química. Depois seguiu para a Alemanha, em 1835, e obteve um doutorado na Universidade de Jena. Aos trinta anos foi nomeado presidente da sua província natal, cargo que exerceu de 19 de janeiro de 1840 até julho deste mesmo ano. 
Ocupou diversos cargos públicos e teve intensa vida política, iniciando pela magistratura e atingindo a diplomacia (Juiz de Direito em Cantagalo; Chefe de Polícia; Chefe de Polícia da Corte; Presidente do Conselho de Mineração). 
Presidiu a Província de Alagoas, de janeiro a julho de 1840, e depois a Província de Sergipe, de junho a dezembro de 1841. Foi depois ministro-residente do Brasil em Montevidéu, em 1843. Ministro dos Estrangeiros do 15º Gabinete, presidido pelo Barão de Uruguaiana, em 1859.
Ocupou ainda o Ministério da Agricultura, Comércio, e Obras Públicas (18º Gabinete, presidido pelo Marquês de Olinda, em 1862 - ocasião em que fez substituir o confuso e antigo sistema de pesos e medidas pelo sistema decimal). 
Sinimbu presidiu o 27º Conselho de Estado, ocasião em que ocupou interinamente alguns ministérios, de 1878 a 1880. Nesta época em sua homenagem, foi dado o nome de Sinimbu a uma colônia de alemães do Volga, em Palmeira e a outra no Rio Grande do Sul no hoje município de Sinimbu. Também enfrentou a Revolta do Vintém, causada pela insatisfação popular com aumento de impostos e criação de alguns novos, entre eles a taxa de vinte réis (ou um vintém) sobre o valor das passagens no transporte urbano.
Foi nomeado senador da Província de Alagoas em dezembro de 1856, cargo em que ficou continuamente até a Proclamação da República, pois na época imperial o cargo era vitalício. Anteriormente havia sido deputado geral e deputado provincial no seu estado natal.

## Governo da Bahia

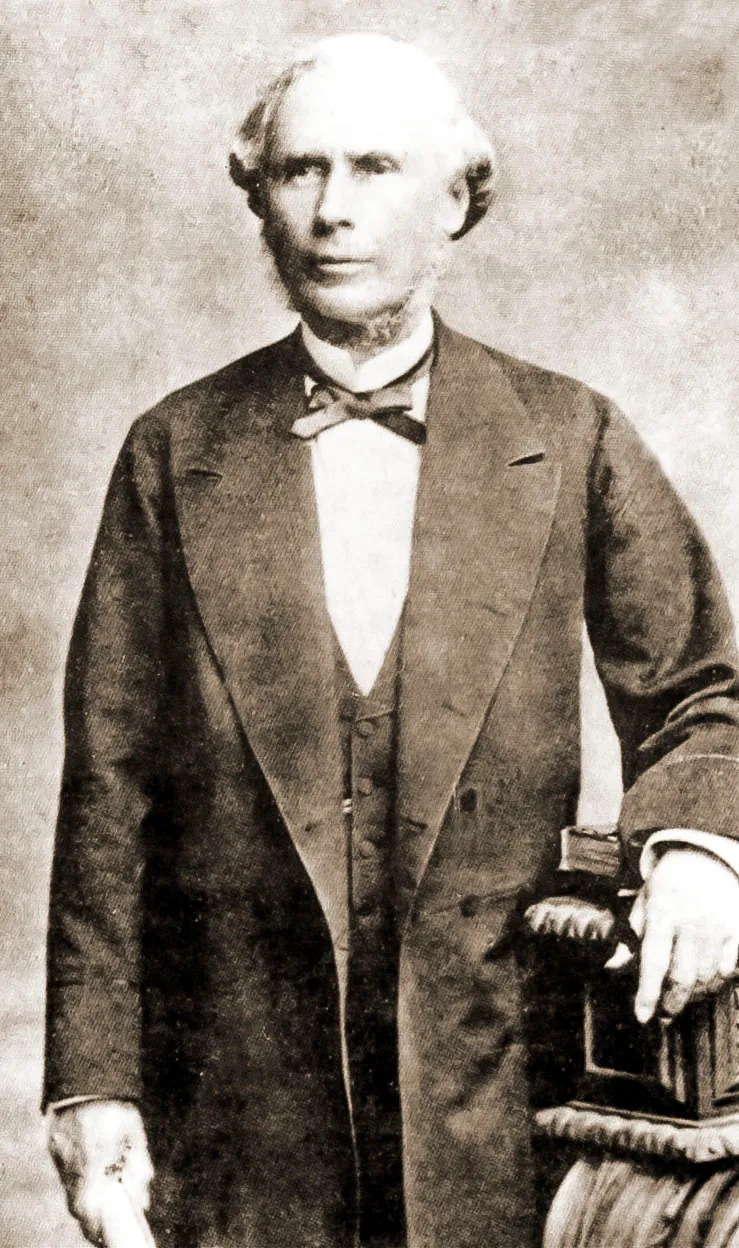
O Visconde fotografado em 1874 por Alberto Henschel.

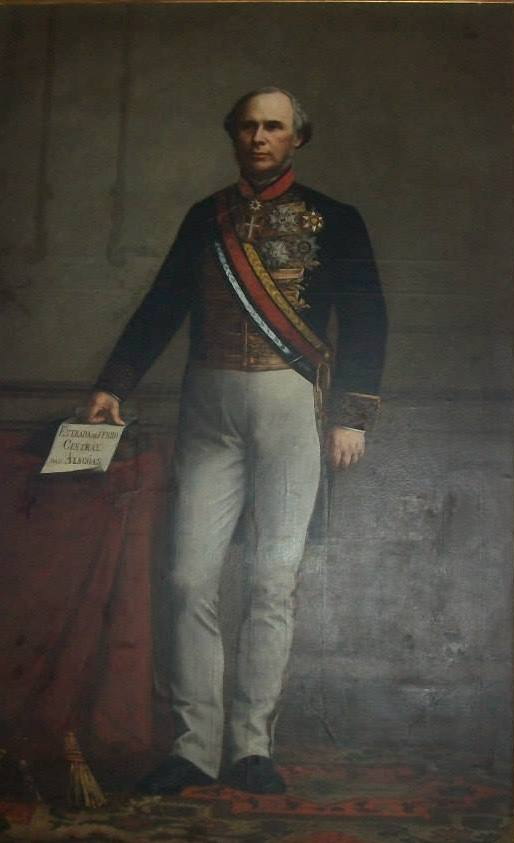
Visconde de Sinimbu, autor desconhecido.

Sinimbu presidiu a Bahia de 19 de agosto de 1856 até começo de 1859. Durante este período, presidiu, em 1857, às eleições provinciais nos catorze distritos eleitorais em que o Estado havia sido dividido no ano anterior, sem maiores ocorrências.
Em sua fala à Assembléia Provincial, neste mesmo ano, Sinimbu deixa registrado algumas expressões de seu pensamento:
"A administração luta com graves embaraços neste ponto [segurança pública]; alguns são provenientes de circunstâncias da nossa sociedade, e estes só com o tempo se poderão remover, com o derramamento das luzes, com melhor sistema de educação (...) Qual a sociedade que pode regularizar-se, governando-se com princípios contraditórios? Como se poderá obter a calma dos espíritos, que é a maior garantia da segurança individual quando as autoridades, que são instituídas somente para reprimir as ações más, se arrogam também o direito de violentar a consciência de quem está sob a sua jurisdição?
No combate ao tráfico negreiro, houve em seu governo a prisão do brigue-escuna norte-americano Mary E. Smith, com julgamento dos infratores. Sinimbu manifesta-se contrário a este comércio, que segundo ele "degradava" a imagem do país aos olhos da civilização.
Em seu governo foram descobertos os diamantes no sertão da Chapada, que atualmente chama-se Diamantina, constituindo-se em verdadeiro foco de povoamento do interior, até então quase deserto, naqueles pontos.
Há, em sua administração, uma preocupação na fixação do homem ao campo, sobretudo para se preencher os grandes desertos que então havia no território baiano. Chega, assim, a celebrar contrato para a introdução de colonos estrangeiros no Estado, sobretudo alemães, com Higino Pires Gomes, no município de Jiquiriçá.

### Ocaso político
Sinimbu era da corrente Liberal, que se contrapunha à ala Conservadora, em que se dividiam os políticos monarquistas, no Segundo Reinado. O Ministério Zacarias de Góis foi destituído pelo Imperador em 1868, sendo então substituído pelos conservadores. Data desta ocasião o famoso discurso de Nabuco de Araújo, seu colega no Senado, em que o pai de Joaquim Nabuco afirma: "O Poder Moderador (o imperador) pode chamar a quem quiser para organizar ministérios; essa pessoa faz a eleição, porque há de fazê-la; essa eleição faz a maioria (na Câmara). Eis o sistema representativo do nosso país!". 
Era ainda Presidente do Conselho de Estado quando foi acusado pela falência do Banco Nacional, do qual era diretor, tendo sido absolvido. Foi um dos incorporadores da Companhia Usina Cansanção de Sinimbu, fundada no dia 13 de abril de 1893.
A Proclamação da República o atingiu em cheio, e a história registra que morreu, quase centenário, em extrema pobreza.

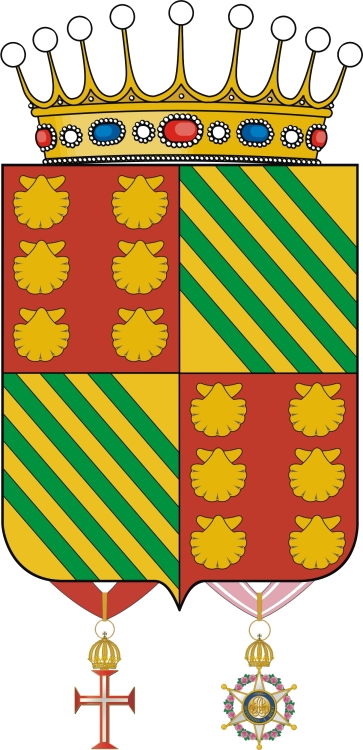
Esquartelado: I e IV - Vieira: de vermelho com seis vieiras de ouro postas em 2 palas de 3; II e III - de ouro, com cinco verguetas de verde postas em banda. Coroa de Visconde. Medalhas; Comendador da Imperial Ordem da Rosa e de Cristo.

## Gabinete de 5 de janeiro de 1878
Mais Informações: Gabinete Sinimbu
Foi Presidente do Conselho de Ministro e simultaneamente ministro da Agricultura
- Ministro da Fazenda: Gaspar da Silveira Martins
- Ministro do Império: Carlos Leôncio da Silva Carvalho
- Ministro da Justiça: Lafayette Rodrigues Pereira
- Ministro dos Estrangeiros: Domingos de Sousa Leão
- Ministro da Marinha: Eduardo de Andrade Pinto
- Ministro da Guerra: Manuel Luís Osório

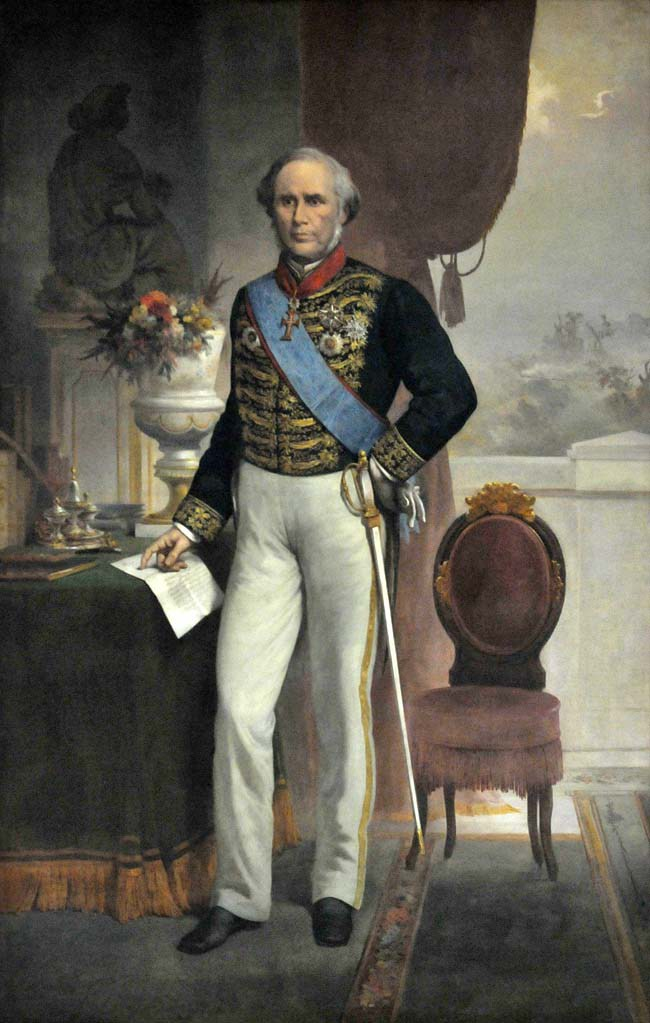
Pintura de Conselheiro João Lins Vieira Cansanção de Sinimbu, o Visconde de Sinimbu por Victor Meirelles em 1879.

## Livros e trabalhos
- Discurso pronunciado na primeira sessão do Congresso Agrícola, [S.l.: s.n.], 1878.
- Notícias das colônias agrícolas suíça e alemã, fundadas na freguesia de São João Batista de Nova Friburgo. Niterói: Typ. de Amaral e Irmão, 1852.
- Opinião acerca da instrução primária e secundária. [S.l.: s.n.], 1843.
- Orçamento do Ministério dos Estrangeiros. [S.l.: s.n.], 1883.
- Relatório dos Negócios Estrangeiros. [S.l.: s.n.],1879.
- Relatório do Ministério da Justiça que se devia apresentar a Assembléia Geral Legislativa pelo respectivo Ministro e Secretário de Estado João Lins Vieira Cansanção de Sinimbu. Rio de Janeiro: Typ. Nacional, 1863. 1 v.
- A verdadeira inteligência a dar-se à expressão [S.l.: s.n.], 1876.

## Homenagens
- Comendador da Imperial Ordem da Rosa e de Cristo;
- Portador da Grão-Cruz da Legião de Honra (França);[1]
- Grão-Cruz da Coroa de Ferro (Áustria);[1]
- Grão-Cruz da Ordem Duplo Dragão (China);[1]
- Grão-Cruz da Ordem de Carlos II (Espanha);[1]
- Ordem Hanoweriana dos Guelfos;[1]
- Em 16 de maio de 1888, recebeu o título de Visconde de Sinimbu.
- A Academia Alagoana de Letras tem como patrono de sua cadeira 23 o Visconde de Sinimbu.
- A cidade de Sinimbu no Rio Grande do Sul tem seu nome em homenagem ao Visconde de Sinimbú.
- No centro de Maceió existe uma praça em seu nome. [8]
- No bairro da Liberdade, em São Paulo, há uma rua em sua homenagem[9].
- No município de Caxias do Sul, no Rio Grande do Sul, há uma rua em sua homenagem[10].